# George G. Ritchie
George G. Ritchie (ngày 25 tháng 9 năm 1923 – ngày 29 tháng 10 năm 2007) là nhà tâm thần học người Mỹ, từng giữ các chức vụ chủ tịch Học viện Thực hành Đa khoa Richmond; chủ tịch Khoa Tâm thần của Bệnh viện Towers; đồng thời là người sáng lập và chủ tịch của Universal Youth Corps, Inc. trong gần 20 năm. Năm 1967, ông bắt đầu hành nghề tâm thần tư nhân ở Charlottesville, Virginia, và năm 1983 chuyển đến Anniston, Alabama đảm nhận chức trưởng Khoa Tâm thần tại Trung tâm Y tế Vùng Đông Bắc Alabama. Ông trở lại Richmond vào năm 1986 để tiếp tục hành nghề bác sĩ tư nhân cho đến khi nghỉ hưu vào năm 1992.

## Trải nghiệm cận tử
George Ritchie cho biết trước đây ông đã có lần chết lâm sàng trong một bệnh viện quân đội ở độ tuổi 20 và được bác sĩ trực hai lần xác minh tử vong. Thế nhưng chín phút sau thì ông bỗng dưng tỉnh lại. Ritchie bèn viết về trải nghiệm cận tử (TNCT) của chính mình trong cuốn sách nhan đề Return from Tomorrow (tạm dịch: Trở về từ ngày mai), đồng tác giả với Elizabeth Sherrill và được xuất bản vào năm 1978. Trong cuốn sách, ông còn kể thêm về trải nghiệm thoát xác của mình, gặp gỡ Chúa Giêsu Kitô, và đồng hành với Chúa Kitô qua các chiều thời gian và không gian khác nhau. Return from Tomorrow đã được dịch ra chín thứ tiếng. Ngay sau đó, ông cũng cho ra mắt một cuốn sách khác mang tên Ordered to Return: My Life After Dying (tạm dịch: Ra lệnh quay trở lại: Cuộc đời tôi sau khi chết) nhằm mô tả chi tiết về trải nghiệm thiên đàng của mình.
Câu chuyện của Ritchie chính là lần đầu tiên Raymond Moody được dịp tiếp xúc với TNCT, trong suốt thời gian học sau đại học và bác sĩ nội trú tại Khoa Tâm thần học Đại học Virginia. Điều này khiến Moody điều tra hơn 150 trường hợp TNCT trong cuốn sách Life After Life và hai cuốn sách khác sau đó.

## Qua đời
Ritchie qua đời vào ngày 29 tháng 10 năm 2007 tại nhà riêng ở Irvington, Virginia, hưởng thọ 84 tuổi, sau một thời gian dài chiến đấu với căn bệnh ung thư.
| “ | Cái chết chẳng gì khác hơn là một ngưỡng cửa mà bạn bước qua đó. − Tiến sĩ George Ritchie | ” |

## Tác phẩm
- George G. Ritchie and Elizabeth Sherrill, Return from Tomorrow. Old Tappan, NJ: F.H. Revell, 1978. ISBN 0-8007-8412-X.
- George G. Ritchie, Ordered to Return: My Life After Dying. Charlottesville, VA: Hampton Roads Publishing, 1998. ISBN 1-57174-096-1.